# Draško Nenadić
Draško Nenadić (cirill betűkkel: Драшко Ненадић, Belgrád, 1990. február 15. –) szerb válogatott kézilabdázó.

## Pályafutása

### Klubcsapatokban
Pályafutását a belgrádi Crvena Zvezda csapatában kezdte. 2008-ban bajnoki címet nyert a csapattal. 2010 nyarán a spanyol élvonalban szereplő Granollers szerződtette, majd egy évet játszott a Guadalajarában is. A 2013–2014-es idényt megelőzően a német Bundesligában szereplő Flensburg-Handewitthez írt alá egy évre. Szerződését 2013 decemberében két évvel meghosszabbította. A klub játékosaként Bajnokok Ligáját nyert a 2013–2014-es szezonban, 2015-ben pedig kupagyőztes volt. A 2015–2016-os idényre a HSV Hamburg játékosa lett, majd 2017 februárjában a Füchse Berlin igazolta le. Szerződése lejárta után nem maradt Németországban, 2018 januárjában a dán élvonalba szerződött, ahol a Bjerringbro-Silkeborg csapatának tagja lett. Itt csak fél évet töltött, a 2018–2019-es szezont megelőzően a szlovén RK Celje szerződtette,  akikkel bajnoki címet nyert. 2019 szeptemberében visszatért a Granollershez.

### A válogatottban
A szerb válogatottban 2012-ben mutatkozott be. Részt vett a 2014-es Európa-bajnokságon és a 2019-es világbajnokságon.

## Család
Testvére, Petar Nenadić szintén válogatott kézilabdázó, édesapja Velibor Nenadić negyvennégyszeres jugoszláv válogatott kézilabdázó.

## Statisztikája a német Bundesligában
| Szezon    | Csapat              | Bajnokság  | Pályára lépés | Összes gól | Gól hétméteresből | Akciógól |
| --------- | ------------------- | ---------- | ------------- | ---------- | ----------------- | -------- |
| 2013-14   | Flensburg-Handewitt | Bundesliga | 28            | 74         | 0                 | 74       |
| 2014-15   | Flensburg-Handewitt | Bundesliga | 36            | 53         | 0                 | 53       |
| 2016-17   | Füchse Berlin       | Bundesliga | 11            | 4          | 0                 | 4        |
| 2013–2017 | Összesen            | Bundesliga | 75            | 131        | 0                 | 131      |

## Sikerei, díjai
- Szerb bajnok (1): 2008
- Bajnokok Ligája-győztes (1): 2013-14
- Német Kupa-győztes (1): 2015
- EHF-kupa-győztes(1): 2018
- Szlovén bajnok (1): 2019